# Abdoulaye Fadiga (sport)
Pour les articles homonymes, voir Fadiga.
Ne doit pas être confondu avec Abdoulaye Fadiga (BCEAO).
Abdoulaye Fadiga est un ancien sportif français. Il a été également neuf fois champion de France de boxe thaï.

## Biographie
Abdoulaye Fadiga naît à Paris ; il rejoint ensuite le Mali où il passe les sept premières années de sa vie, puis il arrive en France à Nanterre avec ses parents. Jeune, il est asthmatique et soigne sa maladie par le sport : le judo, l’athlétisme, la natation, la gymnastique, etc.
À douze ans, il assiste à un entraînement de boxe thaï et trouve sa nouvelle vocation. Il rencontre M. Kouider, qui est son entraîneur et ami depuis lors.
Afin de combattre contre l'élite mondiale de son sport, Fadiga s’envole sans billet de retour en Thaïlande afin d'apprendre chez Burklerk Pinsinchai. Il s'imprègne de la culture et des traditions locales, apprend à parler thaï et dispute d'âpres combats ; il devient un boxeur reconnu au pays du muay-thaï.
Il gagne sept fois de suite le titre de champion de France et en 2007 Il ne connaît sa première défaite en France qu’en juin 2008.
Il a été préparateur physique pour les forces d'interventions spéciales françaises et entraîneur de nombreux athlètes et célébrités. Il est le fondateur de plusieurs salles de sport,.
Abdoulaye Fadiga est marié à Mounia Fadiga, et vit à Nassau aux Bahamas. 

## Palmarès
- Champion de France :
  - 9 fois de 2001 à 2009 puis 2010 à 2012
- 74 Combats / 68 Victoires (52 par K.O.)
- 1 Nul
- 5 Défaites